# Cyperus eragrostis
Espèce
Synonymes
- Chlorocyperus eragrostis (Lam.) Rikli[1]
- Cyperus declinatus Moench[1]
- Cyperus eragrostis var. compactus (Desv.) Kük.[1]
- Cyperus gracilis Buchanan[1]
- Cyperus lutescens Phil.[1]
- Cyperus monandrus Roth[1]
- Cyperus ochrocephalus Steud.[1]
- Cyperus prionotropis Steud.[1]
- Cyperus serrulatus S.Watson[1]
- Cyperus vegetus Willd.[2] [1]

Cyperus eragrostis, le Souchet robuste, est une plante herbacée de la famille des Cypéracées.

## Liste des variétés
Selon Tropicos (2 décembre 2018) (Attention liste brute contenant possiblement des synonymes) :
- variété Cyperus eragrostis var. compactus (E. Desv.) Kük.
- variété Cyperus eragrostis var. cyrtostachys Miq.
- variété Cyperus eragrostis var. eragrostis
- variété Cyperus eragrostis var. flaccidulus Boeckeler
- variété Cyperus eragrostis var. humilis Miq.
- variété Cyperus eragrostis var. melanocephalus Boeckeler
- variété Cyperus eragrostis var. micronux C.B. Clarke
- variété Cyperus eragrostis var. microstachyus (Steud.) Boeckeler
- variété Cyperus eragrostis var. minor Ewart
- variété Cyperus eragrostis var. pauperita J.M. Black